# 西南牡蒿
西南牡蒿（学名：Artemisia parviflora）为菊科蒿属的植物。其种加词“parviflora”意为“小花的”。分布在阿富汗、缅甸、斯里兰卡、尼泊尔、印度、克什米尔、锡金以及中国大陆的云南、青海、西藏、陕西、湖北、四川、甘肃等地，生长于海拔2,200米至3,100米的地区，常生长在草丛、坡地、林缘或路旁等，目前尚未由人工引种栽培。

## 别名
小花牡蒿（西藏植物志），小花蒿（四川），青蒿（贵州、云南）

## 异名
- Artemisia glabrata Wight
- Artemisia japonica var. parviflora (Buch.-Ham. ex Roxb.) Pamp.
- Artemisia parviflora Buch.-Ham.
- Artemisia tongtchouanensis H.Lév.
- Oligosporus parviflorus (Buch.-Ham. ex Roxb.) Poljakov